# Chīcholi
Chīcholi är en ort i Indien.   Den ligger i distriktet Bhandara och delstaten Maharashtra, i den centrala delen av landet, 800 km söder om huvudstaden New Delhi. Chīcholi ligger 291 meter över havet och antalet invånare är 18 864.
Terrängen runt Chīcholi är platt. Runt Chīcholi är det ganska tätbefolkat, med 239 invånare per kvadratkilometer. Närmaste större samhälle är Tumsar, 10,1 km söder om Chīcholi. I omgivningarna runt Chīcholi växer i huvudsak blandskog.